# Tyska F3-mästerskapet 2002
Tyska F3-mästerskapet 2002 var ett race som var det sista i sitt ursprungliga slag, då serien slogs samman med det franska mästerskapet och blev F3 Euroseries fr.o.m. 2003. Serien bytte namn till Tyska F3-cupen, vilket blev en juniorserie till Euroserien. Gary Paffett blev seriens siste mästare.

## Delsegrare
| Bana        | Vinnare           | Vinnare              |
| ----------- | ----------------- | -------------------- |
| Hockenheim  | Gary Paffett      | Frank Diefenbacher   |
| Nürburgring | Inställt          | Inställt             |
| Sachsenring | Gary Paffett      | Timo Glock           |
| Norisring   | Gary Paffett      | Gary Paffett         |
| Lausitzring | Gary Paffett      | Inställt             |
| Hockenheim  | Kosuke Matsuura   | Jeffrey van Hooydonk |
| Nürburgring | Timo Glock        | Markus Winkelhock    |
| A1-Ring     | Gary Paffett      | Timo Glock           |
| Zandvoort   | Kimmo Liimatainen | Kosuke Matsuura      |
| Hockenheim  | Gary Paffett      | Norbert Siedler      |

## Slutställning
| Plats | Förare               | Poäng |
| ----- | -------------------- | ----- |
| 1     | Gary Paffett         | 83    |
| 2     | Kosuke Matsuura      | 55    |
| 3     | Timo Glock           | 52    |
| 4     | Frank Diefenbacher   | 39    |
| 5     | Jeffrey van Hooydonk | 31    |
| 6     | Markus Winkelhock    | 28    |
| 7     | Norbert Siedler      | 28    |
| 8     | Bernhard Auinger     | 27    |
| 9     | Vitantonio Liuzzi    | 25    |
| 10    | Kimmo Liimatainen    | 22    |